# Patrik Berger
Patrik Berger   (Praga, 10 de novembre de 1973) és un exfutbolista txec de la dècada de 1990.
Fou 42 cops internacional amb la selecció txeca i dos més amb la de Txecoslovàquia.
Pel que fa a clubs, defensà els colors de Slavia Praga, Borussia Dortmund, Liverpool, Portsmouth, Aston Villa, Stoke City i Sparta Praga.

## Referències

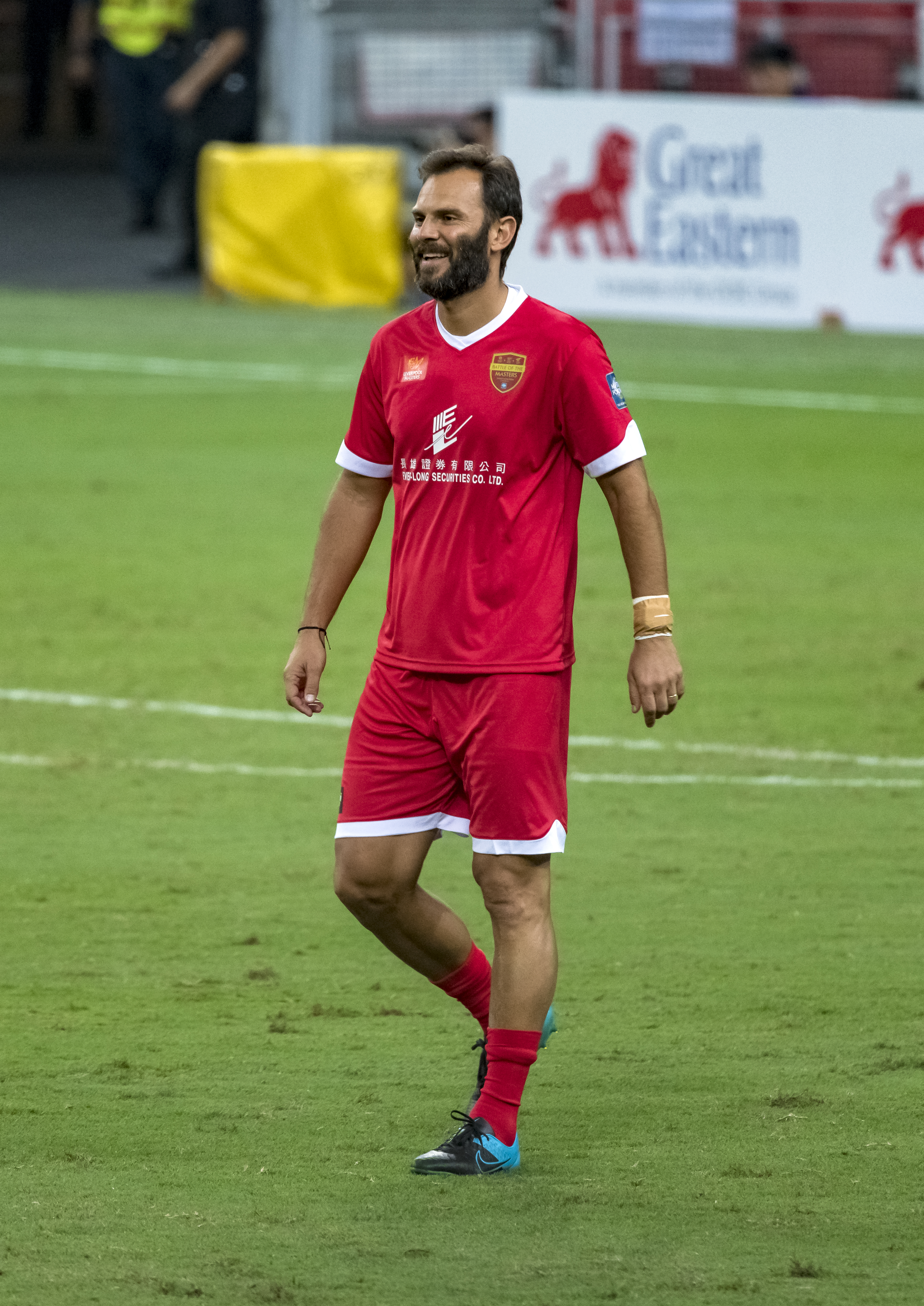
Berger el 2017.

## Palmarès
Borussia Dortmund
- Lliga alemanya de futbol: 1995-96
- DFB-Supercup: 1995

Liverpool
- FA Cup: 2000-01
- FA Charity Shield: 2001
- Copa de la UEFA: 2000-01